# Casale Foot Ball Club 1920-1921
Questa pagina raccoglie i dati riguardanti il Casale Foot Ball Club nelle competizioni ufficiali della stagione 1920-1921.

## Stagione
Il Casale nella stagione 1920-1921 non riuscì a superare la fase regionale.
Terminato il girone B delle qualificazioni piemontesi al terzo posto dietro a Alessandria e Pro Vercelli, dovette disputare la qualificazione alla fase nazionale contro la terza classificata del girone A, la US Torinese.
L'incontro, disputato sul campo neutro di Vercelli, fu interrotto sullo 0-0 al 145' durante il prolungamento a oltranza e dovette essere ripetuto per sopravvenuta oscurità.
Nella ripetizione i casalesi furono sconfitti per 2-0 venendo così eliminati.

## Organigramma
Fonte:
- Dirigente: Raffaele Jaffe, Gambotto
- Accompagnatore: Zardetti, Guazzotti, Roggero

## Rosa
| N. |                   | Ruolo | Calciatore          |
| -- | ----------------- | ----- | ------------------- |
|    | Italia (bandiera) | P     | Alberto Gaviorno    |
|    | Italia (bandiera) | P     | Candido De Giovanni |
|    | Italia (bandiera) | D     | Umberto Caligaris   |
|    | Italia (bandiera) | D     | Pietro Ferraris I   |
|    | Italia (bandiera) | C     | Enrico Migliavacca  |
|    | Italia (bandiera) | C     | Gentile Bargero     |
|    | Italia (bandiera) | A     | Secondo Siviardo    |
|    | Italia (bandiera) | A     | Mario Sartorio      |

| N. |                   | Ruolo | Calciatore          |
| -- | ----------------- | ----- | ------------------- |
|    | Italia (bandiera) | A     | Luigi Riccio        |
|    | Italia (bandiera) | ?     | Michele Bacco       |
|    | Italia (bandiera) | ?     | Mazzoli I           |
|    | Italia (bandiera) | ?     | Nano                |
|    | Italia (bandiera) | C     | Ferrero             |
|    | Italia (bandiera) | A     | Giovanni Bertinotti |
|    | Italia (bandiera) | A     | Gallino             |

## Risultati

### Prima Categoria

#### Girone di andata
| Arbitro: | Scamoni (Torino) |

|              |           |                           |
| Patrucco 25’ | Marcatori | 11’ Baloncieri 57’ Brezzi |

| Arbitro: | Milano I (Vercelli) |

|              |           |  |
| Patrucco 13’ | Marcatori |  |

| Arbitro: | Brunetti (Torino) |

|                               |           |  |
| Rampini II 61’ Rampini IV 84’ | Marcatori |  |

| Arbitro: | Cabiati (Valenza) |

|                                     |           |  |
| Riccio 37’ Bertinotti 39’ Lenti 81’ | Marcatori |  |

| Arbitro: | Zanetti |

|  |           |                                                           |
|  | Marcatori | 63’ Corrado 65’ Bertinotti 67’ Patrucco 77’, 82’ Cattaneo |

#### Girone di ritorno
| Arbitro: | Minoli (Torino) |

|                                                 |           |             |
| Capra I 16’ Baloncieri 65’ Caligaris 90’ (aut.) | Marcatori | 57’ Fornero |

| Arbitro: | Milano I (Vercelli) |

|               |           |                                   |
| Stradella 20’ | Marcatori | 21’ Bertinotti 70’ (aut.) Bonzano |

| Casale Monferrato 30 gennaio 1921 8ª giornata | Casale | 2 – 0 A tav. | Pro Vercelli | Stadio Natale Palli |

| Arbitro: | Canestrini (Novara) |

|                    |           |              |
| Chiabotto 25’, 85’ | Marcatori | 48’ Patrucco |

| 23 gennaio 1921 10ª giornata | Casale | 2 – 0 A tav. | Amatori Torino |  |

#### Qualificazioni alle semifinali
| Vercelli 20 febbraio 1921 Gara unica | Casale            | 0 – 0 A oltranza referto | US Torinese | \| Arbitro: \| Brambilla (Olona) \| |
| Arbitro:                             | Brambilla (Olona) |                          |             |                                     |

| Arbitro: | Brunetti (Torino) |

|                             |           |  |
| Audisio 19’ Boglietti I 61’ | Marcatori |  |

## Statistiche

### Statistiche di squadra
| Competizione                   | Punti | In casa | In casa | In casa | In casa | In casa | In casa | In trasferta | In trasferta | In trasferta | In trasferta | In trasferta | In trasferta | Totale | Totale | Totale | Totale | Totale | Totale | DR |
| Competizione                   | Punti | G       | V       | N       | P       | Gf      | Gs      | G            | V            | N            | P            | Gf           | Gs           | G      | V      | N      | P      | Gf     | Gs     | DR |
| ------------------------------ | ----- | ------- | ------- | ------- | ------- | ------- | ------- | ------------ | ------------ | ------------ | ------------ | ------------ | ------------ | ------ | ------ | ------ | ------ | ------ | ------ | -- |
| Eliminatorie piemontesi        | 12    | 5       | 4       | 0       | 1       | 9       | 2       | 5            | 2            | 0            | 3            | 9            | 8            | 10     | 6      | 0      | 4      | 18     | 10     | +8 |
| Qualificazioni alle semifinali | -     | -       | -       | -       | -       | -       | -       | -            | -            | -            | -            | -            | -            | 2      | 0      | 1      | 1      | 0      | 2      | -2 |
| Totale                         | -     | 5       | 4       | 0       | 1       | 9       | 2       | 5            | 2            | 0            | 3            | 9            | 8            | 12     | 6      | 1      | 5      | 18     | 12     | +6 |

### Statistiche dei giocatori
| Giocatore         | 1ª Categoria | 1ª Categoria | Qualificazioni | Qualificazioni | Totale   | Totale |
| Giocatore         | Presenze     | Reti         | Presenze       | Reti           | Presenze | Reti   |
| ----------------- | ------------ | ------------ | -------------- | -------------- | -------- | ------ |
| Acuto             | 1            | 0            | 1              | 0              | 2        | 0      |
| G. Bargero        | 8            | 0            | 2              | 0              | 10       | 0      |
| G. Bertinotti     | 7            | 3            | 2              | 0              | 9        | 3      |
| U. Caligaris      | 8            | 0            | 2              | 0              | 10       | 0      |
| Cattaneo          | 4            | 2            | 0              | 0              | 4        | 2      |
| Corrado           | 8            | 1            | 2              | 0              | 10       | 1      |
| C. De Giovanni    | 8            | -10          | 2              | -2             | 10       | -12    |
| Pietro Ferraris I | 0            | 0            | 2              | 0              | 2        | 0      |
| Fornero           | 2            | 1            | 1              | 0              | 3        | 1      |
| Greppi            | 0            | 0            | 1              | 0              | 1        | 0      |
| Lenti             | 7            | 1            | 2              | 0              | 9        | 1      |
| Mazzoli (I)       | 8            | 0            | 2              | 0              | 10       | 0      |
| Mazzoli (II)      | 1            | 0            | 1              | 0              | 2        | 0      |
| Patrucco          | 8            | 4            | 0              | 0              | 8        | 4      |
| Ravetti           | 3            | 0            | 0              | 0              | 3        | 0      |
| L. Riccio         | 5            | 1            | 0              | 0              | 5        | 1      |
| S. Siviardo       | 7            | 0            | 2              | 0              | 9        | 0      |
| Sarasso           | 2            | 0            | 0              | 0              | 2        | 0      |
| Sarti             | 1            | 0            | 0              | 0              | 1        | 0      |